# Slädsjön
Slädsjön är en sjö i Filipstads kommun i Värmland och ingår i Göta älvs huvudavrinningsområde. Sjön är 16 meter djup, har en yta på 1,02 kvadratkilometer och befinner sig 246,9 meter över havet. Vid provfiske har abborre, gädda, mört och sik fångats i sjön.

## Delavrinningsområde
Slädsjön ingår i det delavrinningsområde (666222-140642) som SMHI kallar för Utloppet av Slädsjön. Medelhöjden är 268 meter över havet och ytan är 5,02 kvadratkilometer. Räknas de 2 avrinningsområdena uppströms in blir den ackumulerade arean 17,79 kvadratkilometer. Vattendraget som avvattnar avrinningsområdet har biflödesordning 4, vilket innebär att vattnet flödar genom totalt 4 vattendrag innan det når havet efter 399 kilometer. Avrinningsområdet består mestadels av skog (57 procent). Avrinningsområdet har 1,02 kvadratkilometer vattenytor vilket ger det en sjöprocent på 20,3 procent.